# Espongíl·lides
Els espongíl·lides (Spongillida) són un ordre de demosponges d'aigua dolça de la subclasse Heteroscleromorpha.

## Taxonomia
L'ordre Spongillida inclou 263 espècies repartides en sis famílies:
- Família Lubomirskiidae Weltner, 1895
- Família Malawispongiidae Manconi & Pronzato, 2002
- Família Metaniidae Volkmer-Ribeiro, 1986
- Família Metschnikowiidae Czerniavsky, 1880
- Família Potamolepidae Brien, 1967
- Família Spongillidae Gray, 1867